# Béatrice Wertli

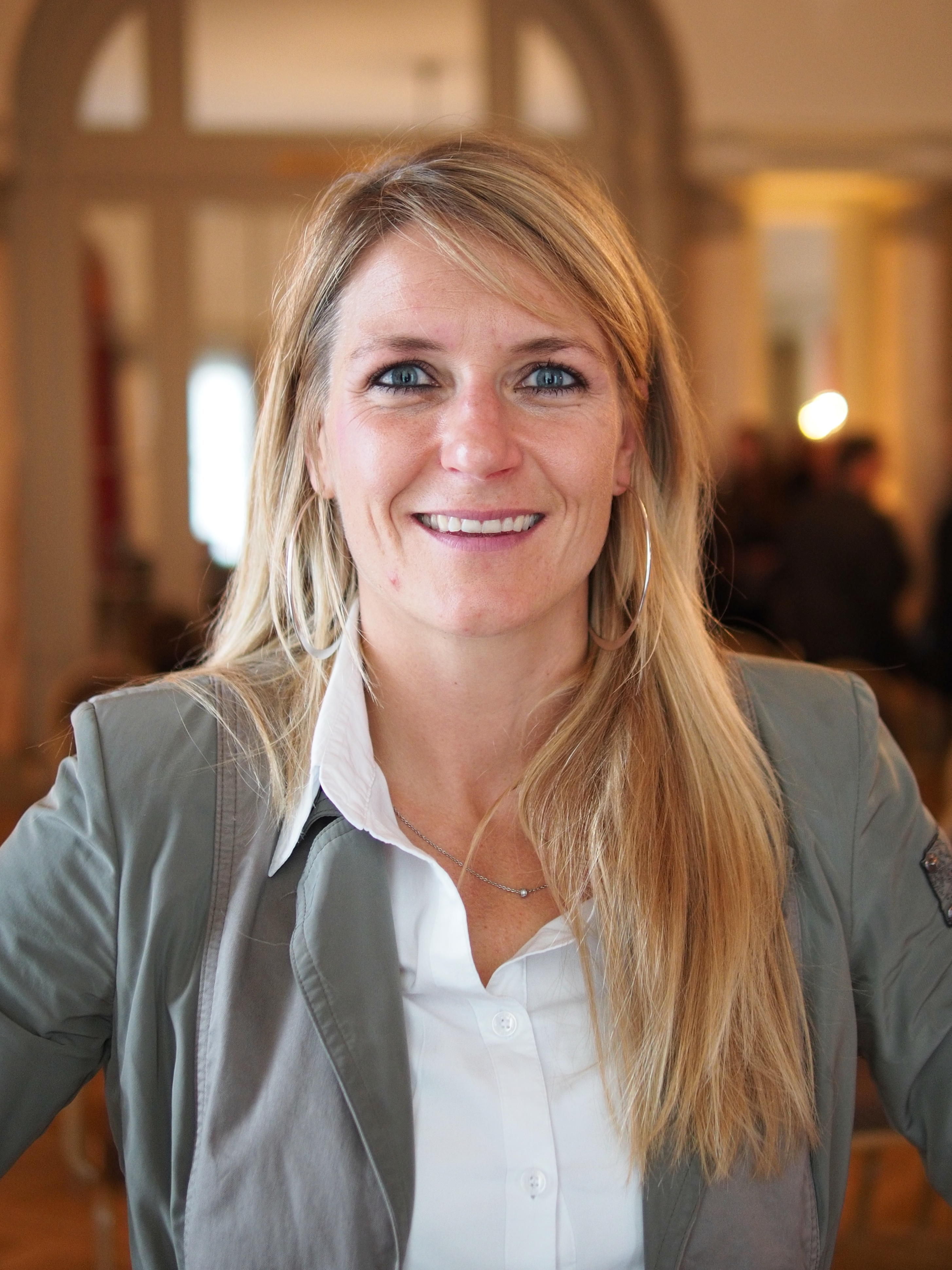
Béatrice Wertli (2012)

Béatrice Wertli Meierhans (* 24. Februar 1976 in Aarau) ist eine Schweizer Kommunikationsberaterin und Politikerin (Die Mitte, vormals CVP). Sie war von 2012 bis 2018 Generalsekretärin der CVP Schweiz. Von 2021 bis 2023 war sie Direktorin des Schweizerischen Turnverbands (STV).

## Leben und Beruf
Wertli entstammt einer Aargauer Politikerfamilie. Sie absolvierte 1996 die Matura Typus B an der Alten Kantonsschule Aarau, studierte anschliessend Internationale Beziehungen am Genfer Hochschulinstitut für internationale Studien (HEI) und an der Universität Genf und schloss 2000 mit einem Mastertitel ab. Sie war von 2001 bis 2005 Kommunikationschefin der CVP Schweiz und arbeitete anschliessend in verschiedenen Führungsfunktionen bei der Schweizerischen Post und im Bundesamt für Sport. Von 2009 bis 2012 war sie Kommunikationsberaterin in einer Kommunikationsagentur. Ende August 2012 wurde Wertli vom Parteipräsidium zur Generalsekretärin der CVP Schweiz ab 1. Dezember 2012 gewählt. Ende März 2018 teilte sie mit, dass sie das Generalsekretariat im Herbst verlassen werde. Danach arbeitet sie für eine Kommunikationsagentur. Per März 2021 wurde Wertli neue Direktorin des Schweizerischen Turnverbands (STV). Im August 2023 gab sie ihren Posten ab.
Béatrice Wertli ist mit dem Preisüberwacher Stefan Meierhans verheiratet. Sie haben zwei gemeinsame Töchter und leben in Bern.

## Politik
Wertli gehörte von 2009 bis 2013 dem Berner Stadtrat (Parlament) an und war Co-Präsidentin der BDP/CVP-Fraktion. Seit dem 2. Juni 2024 ist sie erneut im Berner Stadtrat vertreten, seit dem 5. Juli 2024 als Fraktionspräsidentin der Mitte.
2024 kandidierte sie für einen Sitz im Stadtberner Gemeinderat, um den abtretenden Parteikollegen Reto Nause zu ersetzen, wurde jedoch nicht gewählt.